# Vanessa cyclops
Vanessa cyclops är en fjärilsart som beskrevs av Hans Ferdinand Emil Julius Stichel 1908. Vanessa cyclops ingår i släktet Vanessa och familjen praktfjärilar. Inga underarter finns listade i Catalogue of Life.